# Adams äpplen
Adams äpplen är en dansk komedifilm från 2005 med manus av Anders Thomas Jensen.

## Handling
Filmen handlar om den gode och smått mentalsjuke prästen Ivan som hjälper före detta fångar med livet efter fängelset. När nynazisten Adam dyker upp förändras saker.

## Om filmen
Filmen är inspelad i Fåborg. Den hade världspremiär i Danmark den 15 april 2005 och svensk premiär den 2 december samma år. Den svenska åldersgränsen är 11 år med motiveringen "Vissa inslag av misshandel och nedskjutningar".
Filmen var det danska bidraget till Oscarsgalan 2006 i kategorin bästa utländska film.

## Rollista
- Mads Mikkelsen - Ivan
- Nicolas Bro - Gunnar
- Ali Kazim - Khalid
- Ulrich Thomsen - Adam
- Paprika Steen - Sarah
- Lars Ranthe - Esben
- Nikolaj Lie Kaas - Holger
- Ole Thestrup - doktor Kolberg
- Emil Kevin Olsen - Christoffer
- Gyrd Løfqvist - Poul
- Peter Reichhardt - Nalle
- Tomas Villum Jensen - Arne
- Peter Lambert - Jørgen
- Solvej Christensen - flicka på bensinstationen
- Rasmus Rise Michaelsen - pojke på bensinstationen
- Jakob-Ole Remming - pojke på bensinstationen
- Per Holm Henriksen - patient

## Musik i filmen
- How Deep Is Your Love, framförd av Take That

## Utmärkelser
- 2005 - Warsaw International Film Festival - publikens pris, Anders Thomas Jensen
- 2005 - Zulupriset - Årets danska manliga biroll, Ali Kazim
- 2006 - Brussels International Festival of Fantasy Film - Gyllene korp, bästa film, Anders Thomas Jensen
- 2006 - Brussels International Festival of Fantasy Film - Stora priset i silver för europeisk spelfilm, bästa film, Anders Thomas Jensen
- 2006 - Brussels International Festival of Fantasy Film - Pegasus publikpris, bästa film, Anders Thomas Jensen
- 2006 - Fantasporto - Directors' Week Award, bästa manliga skådespelare, Ulrich Thomsen
- 2006 - Robertpriset - Årets danska spelfilm, Tivi Magnusson, Mie Andreasen och Anders Thomas Jensen
- 2006 - Robertpriset - Årets originalmanuskript, Anders Thomas Jensen
- 2006 - Robertpriset - Årets specialeffekter/ljus, Peter Hjorth, Hummer Høimark och Lars Kolding Andersen